# Arany (kémiai elem)
Az arany a természetben elemi állapotban előforduló, a történelem kezdetei óta ismert, jellegzetesen sárga nemesfém. Rendszáma 79, vegyjele Au. Latin neve: Aurum.

## Tulajdonságai
Még a legtöményebb sósavban, kénsavban és salétromsavban sem oldódik, ami miatt a nemesfémek királyának is nevezték. A királyvízként ismert tömény sósav és tömény salétromsav 3:1 arányú elegyében keletkező nitrozil-klorid (NOCl) azonban feloldja.
{\displaystyle \mathrm {Au+HNO_{3}+4\ HCl\rightarrow H[AuCl_{4}]+NO+2\ H_{2}O} \,\!}
Ugyancsak feloldható folyékony brómmal, klórral, valamint alkáli-cianid olvadékokkal, továbbá higannyal (ilyenkor aranyamalgám képződik).
Az arany sűrűsége a természetben előforduló elemek között az egyik legnagyobb, 19,3 g/cm³. E tekintetben csak a platinafémek és néhány igen ritka, mesterségesen előállított radioaktív elem előzi meg.
Az aranyat unciában (angolul: ounce, rövidítése: oz.) mérik. 12 uncia = 373,24 g.
Az tiszta arany könnyen nyújtható, lágy fém, akár 0,0001 mm (azaz 0,1 µm vagy 100 nm) vékony fólia is készíthető belőle (aranyfüst).
Az ékszerészet – kis kopásállósága miatt – különböző fémekkel készített ötvözeteit használja. Ezüst vagy réz hozzáadásával 18 karátos (75% arany) és 14 karátos (58,33% arany) ötvözeteket készítenek, ezek szilárdabbak, kopásállóbbak, megmunkálhatóbbak. A 14 karátnál kisebb aranytartalmú ötvözetek kémiai ellenálló-képessége drasztikusan csökken, savak, lúgok megtámadják, így a gyakorlatban nem alkalmazzák. Az arany palládiummal vagy egyre inkább az olcsóbb nikkellel készített ötvözete a könnyű fehérarany, a platinával alkotott ötvözete pedig a nehéz fehérarany.

### Tisztasága
Az aranyötvözetek finomsági fokát karátban mérik. Az n karátos ötvözetnek n/24-ed része arany, a többi más fém. A tiszta arany 24 karátos.
| Karát | Ezrelék | Karát | Ezrelék |
| ----- | ------- | ----- | ------- |
| 24    | 1000,00 | 12    | 500,00  |
| 23    | 958,33  | 11    | 458,33  |
| 22    | 916,67  | 10    | 416,67  |
| 21    | 875,00  | 9     | 375,00  |
| 20    | 833,33  | 8     | 333,33  |
| 19    | 791,67  | 7     | 291,67  |
| 18    | 750,00  | 6     | 250,00  |
| 17    | 708,33  | 5     | 208,33  |
| 16    | 666,67  | 4     | 166,67  |
| 15    | 625,00  | 3     | 125,00  |
| 14    | 583,33  | 2     | 83,33   |
| 13    | 541,67  | 1     | 41,67   |

### Színe

Az arany színei Ag-Au-Cu ötvözeteknél

Az arany színét az ötvözőfémek tartalma határozza meg. A tiszta aranynak vörösessárga színe van.

## Előfordulása, előállítása
Az arany a természetben elemi állapotban termésarany és ércásványok (pl. arzenopirit) formájában fordul elő. Vegyületei többféle módon előállíthatók. Kis aranytartalmú ércekből, vagy korábbi bányászatból visszamaradt – akkor meddőnek minősült – kőzetekből cianidokkal oldják ki lúgos közegben, így cianid-komplexek képződnek. Ebből cink hozzáadásával kiválik az arany:
{\displaystyle \mathrm {4\ Au+8\ NaCN+O_{2}+2\ H_{2}O\rightarrow 4\ Na[Au(CN)_{2}]+4\ NaOH} \,\!}
{\displaystyle \mathrm {2\ Na[Au(CN)_{2}]+Zn\rightarrow Na_{2}[Zn(CN)_{4}]+2\ Au} \,\!}
Az arany a higannyal amalgámot képez, ezért vele a szemcse vagy por nagyságú aranyat a homoktól, kőtörmeléktől el lehet választani. Ezután a higanyt hevítéssel elpárologtatják és tiszta arany marad vissza. Ezt a módszert alkalmazzák pl. a brazil aranymosók de a magyar aranyászok is így jártak el a múltban. Mivel a higany mérgező, ez a mód a cianidoshoz hasonlóan szintén veszélyezteti a környezetet.
A természetben a csillagokban lejátszódó nukleáris folyamatok során keletkezik, és csak szupernóva-robbanások alkalmával szóródik szét az univerzumban. Ez magyarázza ritkaságát.
Mesterséges arany talliumból történő előállítására reaktorban, elemátalakítás révén van lehetőség. Ennek költsége azonban két nagyságrenddel meghaladja a természetes arany bányászatáét és a keletkező nemesfém mennyisége is rendkívül csekély, így a gyakorlatban nem alkalmazzák.
A középkor és a korai újkor évszázadaiban számos alkimista kísérletezett a bölcsek kövének létrehozásával, hogy annak segítségével ólomból színaranyat állíthassanak elő. Az ilyen kémiai művelet azonban lehetetlen.
A Kongói Demokratikus Köztársaságban nagy mennyiségben található arany bányászatához kapcsolódó erőszakos cselekedetekért egyes civil szervezetek az elektronikai vállalatokat teszik felelőssé, amennyiben illegálisan, a feketepiacról szerzik be a termékeik (laptopok, mobiletelefonok) előállításához szükséges alapanyagok egy részét.

## Az arany az emberi kultúrában

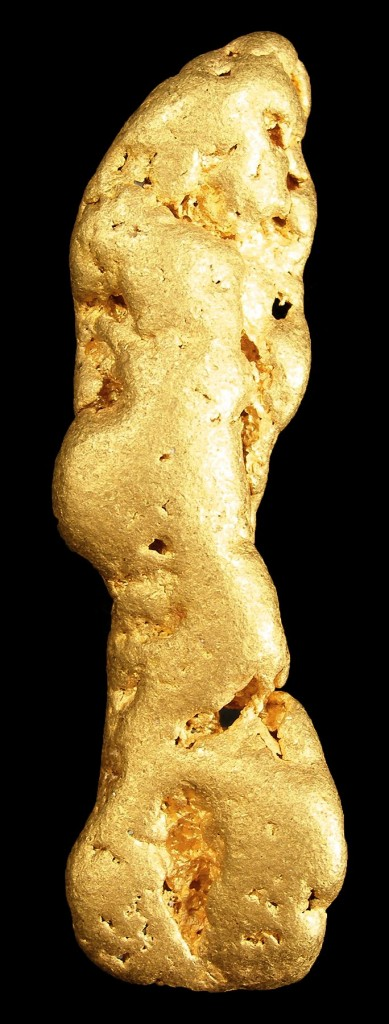
Aranyrög

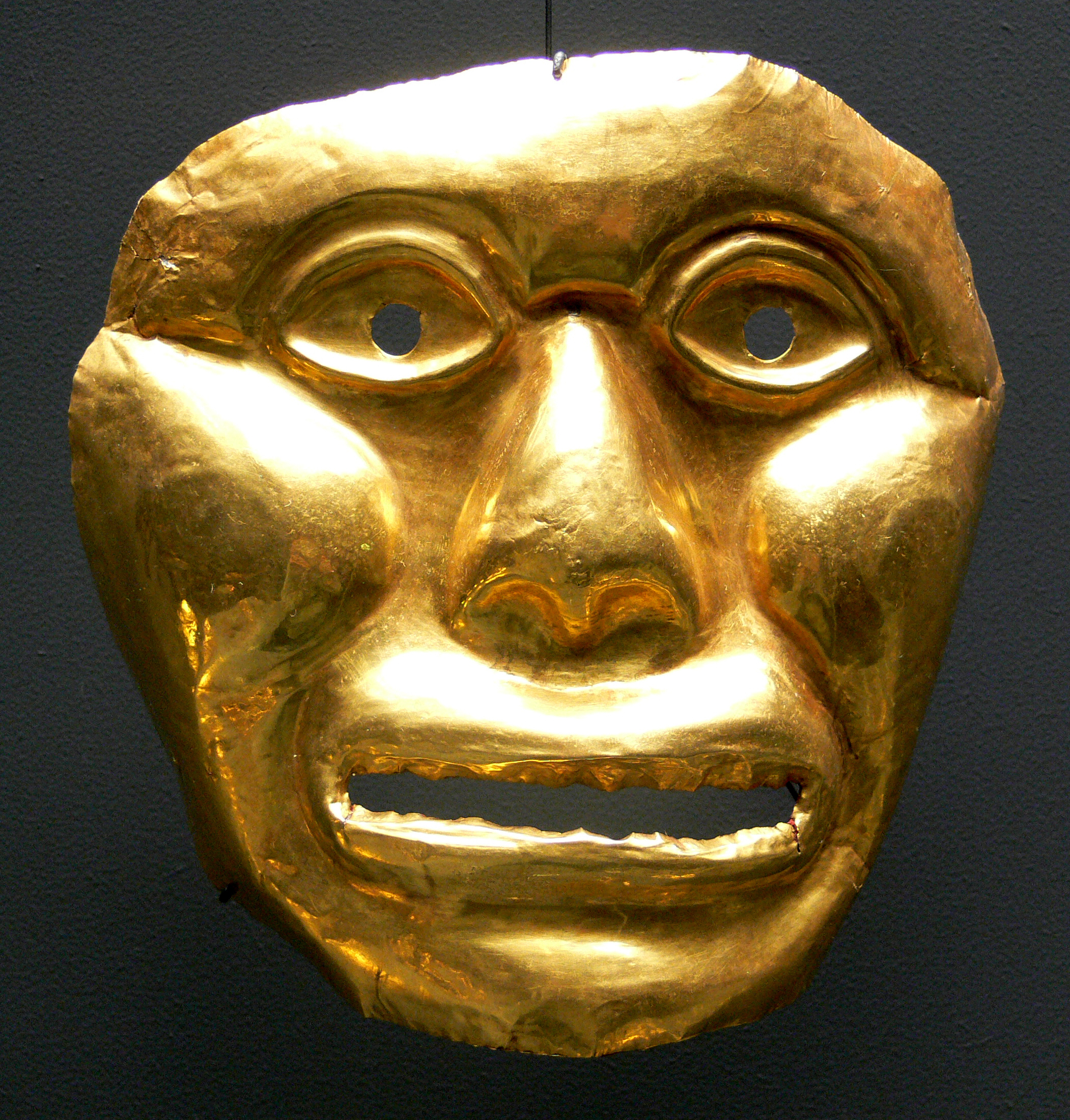
Aranyból készült halotti maszk (Kolumbia)

Az arany, köszönhetően annak, hogy nem korrodálódik, már nagyon régóta ékszerek alapanyagaként és fizetőeszközként szolgál.
Becslések szerint az emberiség a történelem előtti időktől 2014 végéig nagyjából 165 ezer tonna aranyat termelt ki, amennyi együttesen egy kb. 25 méter átmérőjű gömböt töltene meg.

### Fizetőeszköz és ékszeralapanyag
Az arany a pénzrendszer kezdetei óta fizetőeszköz, fontos szerepet játszik a világkereskedelemben. Arisztotelész szerint a jó pénz előállítási költségének rendkívül magasnak kell lennie, így nem lehet korlátlanul növelni a mennyiségét, és ezért válik kívánatossá az emberek szemében. Ezért fogadják el áruik vagy munkaerejük ellenértékeként, ezért tartják ebben a megtakarításaikat, és fogadják el mérceként, amikor valaminek az értékét kell meghatározni. Arisztotelész szerint ezen követelményeknek az arany és az ezüst felel meg. Már az ókorban működtek aranybányák a világ számos pontján, amelyeket általában az uralkodó felügyelt. A kibányászott arany a kincstárba került, majd feldolgozták.
A pénzverés folyamán készültek azok az aranypénzek, amelyeket ma a régészeti ásatások során találunk, és amelyek fontos információkkal szolgálnak egy-egy kort illetően, de alapvető fontossággal bírnak egyéb leletek kormeghatározásában is.
A középkori Magyarországon az arany volt a legfontosabb fizetőeszköz, magának a pénznemnek a neve is arany volt. Néha elébe tették a bányászás, illetve verés helyét (például: körmöci arany). A magyar aranytermelés központjai Körmöcbánya mellett Erdélyben voltak. Európa aranytermelésének ekkoriban mintegy 80%-át Magyarországon bányászták. 1325-től 1375-ig évente körülbelül négy tonna aranyat bányásztak hazánkban, azonban a kitermelés fokozatosan csökkent, a 14. század első harmadában másfél tonna lehetett.
Az újkorban, a papírra nyomott bankjegyek megjelenése után is az országok által kibocsátott pénzmennyiség biztosítéka a különböző bankokban őrzött aranytartalék volt. A második világháborút követően kialakított Bretton Woods-i rendszerben részt vevő államok megállapodtak, hogy tartalékaikat elsősorban amerikai dollárban tartják, az Egyesült Államok pedig garantálta a dollár mindenkori átválthatóságát - egy fix árfolyamon - aranyra. A rendszer 1971-ben összeomlott, miután Nixon elnök egyoldalúan visszavonta a dollár aranyra konvertálhatóságát, amit a dollár inflációja, és az amerikai fizetőeszköz mögötti aranyfedezet csökkenése kényszerített ki. Így ma már egyetlen fejlett állam pénze sincs az aranyhoz kötve, de a legtöbb ország devizatartalékai között van arany. Kincsfelhalmozási szerepe a pénzfedezetkénti alkalmazás megszűnése ellenére megmaradt.
Mivel a jelenlegi pénzek nem felelnek meg Arisztotelész fent idézett követelményeinek, sokan inkább aranyban kívánják tartani befektetéseiket, ezt az igényt hivatott kielégíteni az úgynevezett befektetési arany.
Az arany árfolyamát a kereslet és a kínálat határozza meg.
Kémiai állandósága, valamint hidegen is könnyű alakíthatósága és megjelenése miatt évezredek óta felhasználják ékszerek, dísztárgyak készítésére.

### Egyéb felhasználási területei
Az aranytartalmú készítményeket bizonyos ízületi betegségek gyógyítására napjainkban is hatékonyan alkalmazzák. A fogorvoslásban nemesfém-jellegéből adódó kis reakcióképessége, nem allergén jellege, valamint könnyű alakíthatósága miatt nagy a szerepe.
Az aranynak nincs tápértéke, azonban a szállodaiparban felhasználják luxusételek díszítésére, mivel az aranyfüst látványos, és az egészségre sem ártalmas.
Az arany ipari felhasználása: Cassius-bíbor aranykolloid a szerves kémiában, aranyfüsttel bevont egyirányban átlátszó, fényvisszaverő ablakok az építkezésben, nem oxidálódó elektromos kontaktus az áramkörgyártásban és félvezetőiparban. Felhasználják az orvosi műszerek gyártásában is. Az ékszerek, aranyórák, kézelőgombok és más divatkellékek gyártása is jelentős.
Az amerikaiak által felbocsátott Voyager űrszondák aranybevonatú rézlemezbe vésve viszik magukkal az emberiséget és a Földet bemutató sematikus üzenetet.

## Az aranyról mondták, írták
„Hallgatni arany” – közmondás.

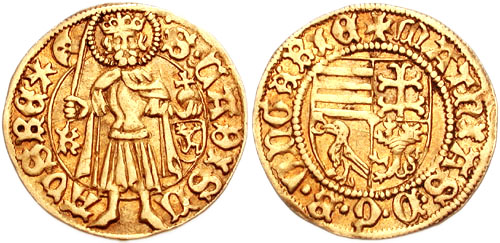
Mátyás király Körmöcbányán vert aranyforintja

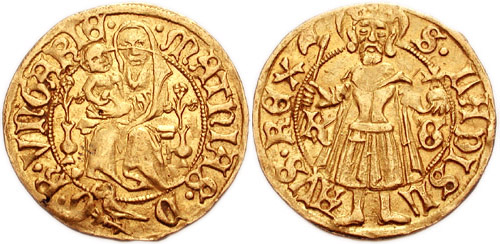
Mátyás pénzreformja után az aranyforint előlapjára a korábbi királyi címer helyett az ország védőszentje, a Patrona Hungariae került

Hallgatni Arany, beszélni Petőfi – magyar szójáték.
„Az arany Zeusz gyermeke, sem moly, sem rozsda nem emészti, de az ember elméje elemésztődik általa.”
(Pindarosz, görög költő)
„Ha a férfiak arannyal, ezüsttel, drágakővel hatalmukba kerítik az asszonyokat, sokakat becstelenségre késztetnek, megvesztegetik a bírákat, és számtalan erkölcstelenséget követnek el, nem a fémeket kell okolni, hanem a férfiak lángra gyújtott, gonosz szenvedélyét.” 
(Agricola)
„Minden az enyém” – szólt a vas.

„Minden az enyém” – mondta az arany.

„Mindent elveszek” – szólt a vas.

„Mindent megveszek” – mondta az arany.
(Puskin)
E sárga bitang

Hitet köt és old, megáldja az átkost,

Leprást imádtat, tolvajoknak állást

S derékgörnyesztő rangot szerez a

Szenátorok padján…
(Shakespeare: Athéni Timon)
Rozsda rág rejtett kincsen s odavan:

Sok aranyat hoz a forgó arany.
(Shakespeare: Venus és Adonis; Weöres Sándor fordítása)

## A világ aranytermelése

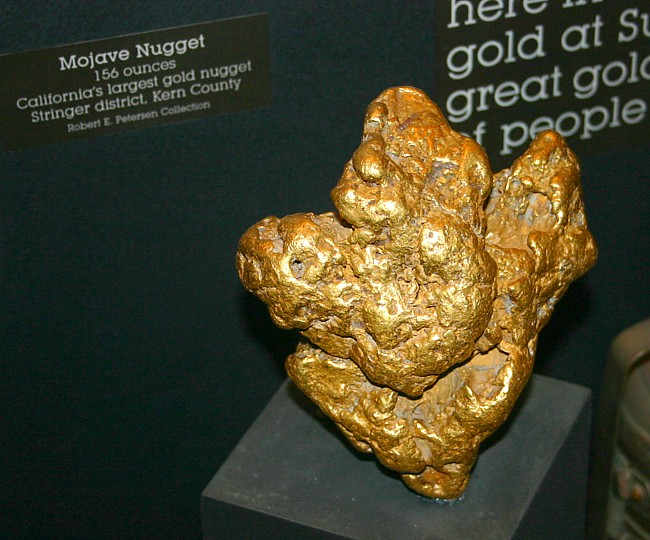
Óriás aranyrög

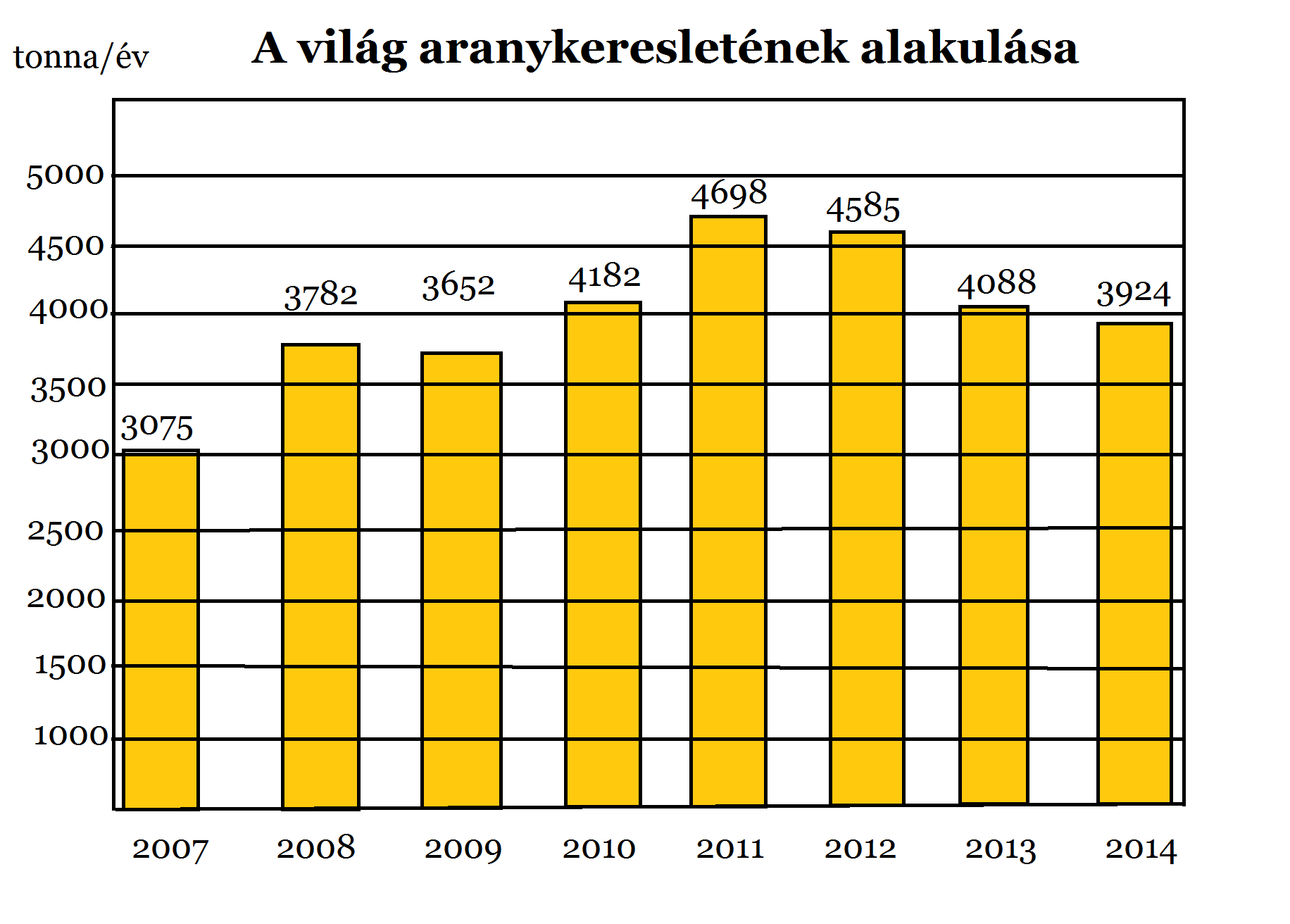
A globális aranykereslet alakulása 2007-2014 közt

| #   | Ország                    | Termelés 2015-ben (ezer kg) | Részesedés a világtermelésből (%) |
| --- | ------------------------- | --------------------------- | --------------------------------- |
| 1.  | Kína                      | 490                         | 16,3                              |
| 2.  | Ausztrália                | 300                         | 10,0                              |
| 3.  | Oroszország               | 242                         | 8,1                               |
| 4.  | Amerikai Egyesült Államok | 200                         | 6,7                               |
| 5.  | Peru                      | 150                         | 5,0                               |
| 6.  | Kanada                    | 150                         | 5,0                               |
| 7.  | Dél-afrikai Köztársaság   | 140                         | 4,7                               |
| 8.  | Mexikó                    | 120                         | 4,0                               |
| 9.  | Üzbegisztán               | 103                         | 3,4                               |
| 10. | Ghána                     | 85                          | 2,8                               |
| 11. | Brazília                  | 80                          | 2,7                               |
| 12. | Indonézia                 | 75                          | 2,5                               |
| 13. | Pápua Új-Guinea           | 50                          | 1,7                               |
| 14. | Chile                     | 42                          | 1,4                               |
|     | Többi ország              | 855                         | 28,5                              |
|     | Összesen                  | 3000                        | 100,0                             |